# Сиенска катедрала
Сиенската катедрала (ит. Duomo di Siena) е построена в чест на Възнесението на Дева Мария (ит.Cattedrale di Santa Maria Assunta). Тя е главната  църква на Сиенската република, най-важният паметник на италианска готика. Намира се в град Сиена.

## Архитектура
Катедралата е проектирана и построена в периода от 1215 година до 1263 година на мястото на по-ранна сграда. Катедралата има формата на латински кръст, с леко изпъкнал трансепт; катедралата има купол и камбанария. Куполът се намира на осмоъгълна основа с колони. Куполният връх е добавен от Джовани Лоренцо Бернини. Нефът е отделен от две крила полукръгли арки.
Отвън и отвътре църквата е украсена с бял и зеленикаво-черен мрамор с добавянето на червен мрамор на фасадата. Черно и бялото са хералдическите цветове на Сиена, произходът им е свързан с белия и черния коне с които са влезли основателите на града, Сений и Аский.
- Изглед
- Вход и портали
- Изглед 3/4
- Изглед на купола и кампанилата
- Скулптури и гаргойли на фасадата
- Фасада
- Фасада на новата църква

## Интериор
В интериора на катедралата, забележителни с изключителната си художествена изразителност са: образите на пода изработени чрез художествената техника Opus sectile; пищно декорирания амвон - работа на Николо Пизано ; статуята на Йоан Кръстител, изваяна от Донатело.

### Амвон
Николо Пизано работи над него в периода между 1265 и 1268  Това е една от перлите на катедралата и един от най-важните скулптурни произведения на изкуството от италианския тринадесети век. Планът му е осмоъгълник. Има различни релефи и фигурки в кръг в горната част.
Четири от осемте колони в долната си част се опират на лъвове, а в центъра на осмоъгълното гнездо е украсен с фигури, представляващи свободните изкуства и философията. Арките са кръгли с мраморни фигури, представляващи главни добродетели от богословието и логиката. На ъглите на арките са пророците и евангелистите. Сцените изобразени върху основните панели са:
- Рождество Христово
- Поклонението на влъхвите
- Представяне в храма и бягството в Египет
- Избиване на младенците
- Разпъване на кръст
- Страшният съд – Избраните
- Страшният съд – прокълнатите

- мраморната инкрустация на пода изобразява Еритрейската сибила
- Свети Йоан Кръстител от Донатело
- „Св. Йоан Кръстител“

В хора на Сиенската катедрала има поредица изработени от Мартино ди Бартоломео подови тондо, изобразяващи кардиналните добродетели, изработени с техниката Opus sectile.
- Справедливост
- Сила
- Умереност
- Благоразумие

- Витраж
- Фреските на Пинтурикьо от библиотека Пиколомини
- Нефът

Някои от художествените съкровища от Дуомо – като, например, известната „Маеста“ на Дучо ди Буонинсеня и витражи по скици на Чимабуе – сега красят катедралния музей.